# Juan José Izarra del Corral
Juan José Izarra del Corral (Alcalá de Henares, 26 de gener de 1940) és un advocat i polític espanyol, que ha ocupat diversos càrrecs polítics i administratius durant la transició espanyola.
D'ascendència alabesa, el 1962 es va llicenciar en dret a la Universitat Complutense de Madrid. El 1965 va ingressar per oposició al Cos d'Inspectors de Treball i de la Seguretat Social. D'agost de 1966 a gener de 1970 fou subdelegat provincial a Guipúscoa de l'Institut Espanyol d'Emigració. Després fou Delegat Provincial del Ministeri de Treball i de la Seguretat Social a Ceuta (de 1970 a 1972), a la província de Ciudad Real (de 1972 a 1975) i Àlaba (de 1975 a 1977). Vinculat a la UCD, després de les eleccions generals espanyoles de 1977 fou nomenat governador civil de Castelló, càrrec que va ocupar fins a juliol de 1980. Aleshores fou nomenat governador civil de la regió de Múrcia, però en novembre del mateix any deixà el càrrec quan fou nomenat governador civil de Biscaia. En aquells moments es va produir l'atemptat al bar Hendayais d'Hendaia, atribuït al terrorisme tardofranquista. Un article al diari Mundo Obrero el va vincular amb aquests atemptats, raó per la qual es va querellar contra aquest diari. Malgrat això, el març de 1981 fou nomenat Subsecretari d'Interior. Va ocupar el càrrec fins a la victòria del PSOE a les eleccions generals espanyoles de 1982. Després va treballar al sector privat fins que el 1999 fou nomenat Secretari General de la Gerència d'Infraestructures de la Seguretat de l'Estat i en 2000 Director general d'Infraestructures i material de seguretat, càrrec que va ocupar fins 2004. De 2004 a 2010 ha estat vocal assessor en Subdirecció General de Patrimoni Sindical.